# 청안중학교
청안중학교(淸安中學校)는 대한민국 충청북도 괴산군 청안면 읍내리에 있는 사립 중학교이다.

## 학교 연혁
- 1954년 9월 16일 : 재단법인 칠보학원 인가
- 1955년 2월 28일 : 청안중학교 인가
- 1955년 4월 11일 : 청안중학교 개교식
- 2014년 3월 1일 : 제7대 정동선 이사장 취임
- 2022년 9월 1일 : 제10대 윤용민 교장 취임
- 2024년 1월 5일 : 제70회 졸업(졸업생수 4,975명)

## 참고 자료
- 청안중학교 - 한국교육학술정보원 학교알리미